# Łysaków (gromada)
Łysaków (alt. Łysaków II) – dawna gromada, czyli najmniejsza jednostka podziału terytorialnego Polskiej Rzeczypospolitej Ludowej w latach 1954–1972.
Gromady, z gromadzkimi radami narodowymi (GRN) jako organami władzy najniższego stopnia na wsi, funkcjonowały od reformy reorganizującej administrację wiejską przeprowadzonej jesienią 1954 do momentu ich zniesienia z dniem 1 stycznia 1973, tym samym wypierając organizację gminną w latach 1954–1972.
Gromadę Łysaków z siedzibą GRN w Łysakowie (II) (w obecnym brzmieniu: Łysaków Drugi) utworzono – jako jedną z 8759 gromad na obszarze Polski – w powiecie jędrzejowskim w woj. kieleckim, na mocy uchwały nr 13b/54 WRN w Kielcach z dnia 29 września 1954. W skład jednostki weszły obszary dotychczasowych gromad Łysaków-Dziadówki, Łysaków Kawęczyński, Łysaków pod Lasem i Węgleniec ze zniesionej gminy Raków w tymże powiecie. Dla gromady ustalono 15 członków gromadzkiej rady narodowej.
1 stycznia 1969 z gromady Łysaków wyłączono wsie Łysaków-Dziadówki, Łysaków Kawęczyński i Łysaków pod Lasem włączając je do gromady Opatkowice w tymże powiecie, po czym gromadę Łysaków zniesiono  włączając jej (pozostały) obszar do nowo utworzonej gromady Jędrzejów.